# Протокол Ниси — Розена
Протокол Ниси — Розена (яп. 西・ローゼン協定 Ниси-Ро:дзэн кё:тэй), также Токийский протокол — соглашение 13 апреля
 (25 апреля) 1898 года между Российской империей и Японской империей о Корее. Согласно ему оба государства отказывались от вмешательства во внутреннюю политику Кореи. Русские военные советники по этому договору выводились из Кореи. Россия предоставляла Японии «решающее право» в торговле с Кореей. В обмен на это Маньчжурия признавалась сферой влияния Российской империи.
Соглашение подписано в Токио с японской стороны — бароном Ниси Токудзиро, с российской — Р. Р. Розеном.

## История
В марте 1898, в связи с усилившейся активностью России в Манчжурии и, в частности, в Порт-Артуре, японский министр иностранных дел Ниси предпринял попытку добиться от России признания свободы действий для Японии в Корее в обмен на признание Японией особых интересов России в Манчжурии. В записке, которую Ниси вручил русскому посланнику в Токио, говорилось: "Японское правительство полагает, что обязанность давать Корее советы и помощь должна быть предоставлена Японии. Соответственно этому, если бы Россия разделила эти взгляды, японское правительство считало бы Манчжурию с её побережьем стоящей во всех отношениях вне сферы его интересов и забот".
Царское правительство не согласилось на это предложение. В качестве компромисса был подписан протокол Ниси — Розена, который считался "продолжением" Московского протокола 1896. Протокол Ниси — Розена устанавливал, что Россия и Япония признают независимость Кореи и обязуются воздерживаться от вмешательства в её внутренние дела. В случае обращения Кореи за советом и помощью к России или Японии они обязались не назначать военных инструкторов и финансовых советников без предварительного соглашения между собой. Русское правительство обязалось не препятствовать развитию торговых и промышленных сношений между Японией и Кореей.
Протокол не удовлетворил ни Японию, стремившуюся к подчинению Кореи своему полному контролю, ни Россию, с тревогой наблюдавшую усиление японских позиций в Корее. Поэтому уже в 1900 по инициативе России начались новые русско-японские переговоры по корейскому вопросу. Однако протокол Ниси — Розена продолжал формально оставаться в силе до момента разрыва дипломатических отношений между Японией и Россией в феврале 1904.